# Britisch-türkische Beziehungen
Die britisch-türkischen Beziehungen beschreiben das bilaterale Verhältnis zwischen der Türkei und dem Vereinigten Königreich.
Die beiden Staaten standen in verschiedenen Kriegen, beispielsweise dem Ersten Weltkrieg, bereits auf unterschiedlichen Seiten, nahmen aber auch bereits als Verbündete am Krimkrieg teil. Beide Länder unterhalten eine Botschaft in der jeweiligen Landeshauptstadt des anderen Landes, es gibt eine britische Botschaft in Ankara und eine türkische Botschaft in London.

## Staatsbesuche

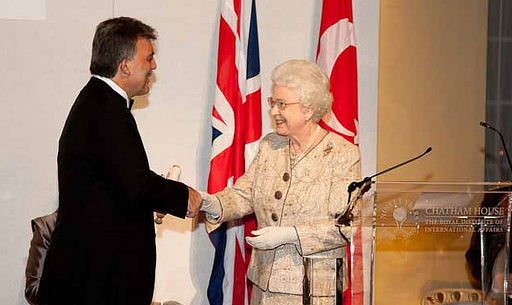
Der türkische Präsident Abdullah Gül und Königin Elisabeth II. bei der Chatham House Preisverleihung im November 2010

Die Türkei und das Vereinigte Königreich pflegen gute bilaterale Beziehungen. Im November 1967 kam der damalige türkische Präsident Cevdet Sunay zu einem Staatsbesuch, im Juli 1988 Kenan Evren. Königin Elisabeth II. besuchte bereits zweimal, im Oktober 1971 und im Mai 2008, im Rahmen eines Staatsbesuchs die Türkei. Sowohl das Vereinigte Königreich als auch die Türkei sind Mitglieder der G20. Das Vereinigte Königreich unterstützt die Beitrittsverhandlungen der Türkei mit der Europäischen Union.

## Erster bis Zweiter Weltkrieg
Im Ersten Weltkrieg standen sich Großbritannien und das Osmanische Reich als Vorgänger der heutigen Türkei als Kriegsgegner gegenüber. In der Balfour-Deklaration erklärte Großbritannien seine Absicht, die Gründung eines jüdischen Staates auf dem Gebiet Palästinas zu unterstützen, obwohl zuvor in der Hussein-McMahon-Korrespondenz über einen unabhängigen arabischen Staat diskutiert worden war. Die Absicht dahinter war, die Araber als Verbündeten gegen das Osmanische Reich zu gewinnen, was gelang und die Arabische Revolte und die Niederlage der Osmanen zur Folge hatte. Das Osmanische Reich, dessen Teil Palästina war, zerfiel infolge des Ersten Weltkriegs und wurde 1923 mit dem Vertrag von Lausanne aufgelöst.

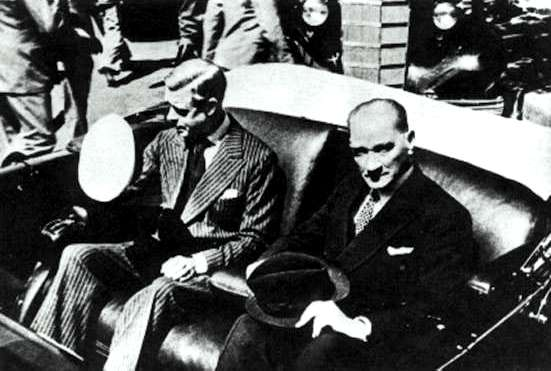
Eduard VIII. mit dem türkischen Präsidenten Mustafa Kemal Atatürk in Istanbul am 4. September 1936

Die Türkei stellte sich im Völkerbund gegen den italienischen Angriff auf Abessinien und die totalitären Staaten Europas waren dabei von revisionistischer Diplomatie zu kriegerischem Vorgehen überzugehen. Gesteigert wurden die Befürchtungen durch die deutschen und italienischen Rüstungsambitionen. 1936 konnte die Türkei im Vertrag von Montreux mit der Zustimmung des Vereinigten Königreichs eine Revision der Nachkriegsordnung erreichen. Als während des Spanischen Bürgerkrieges Schiffe von unbekannten (wahrscheinlich italienischen) U-Booten im Mittelmeer und in der Durchfahrt zum Schwarzen Meer angegriffen wurden, begannen Frankreich, das Vereinigte Königreich und die Türkei mit abgestimmten Patrouillen. Die Beziehung der Türkei zu dem ehemaligen Kriegsgegner verbesserte sich zunehmend. 1938 schlossen die Türkei das Vereinigte Königreich einen Kredit- und Rüstungsvertrag ab, und nach der deutschen Zerschlagung der Tschechoslowakei im März 1939 gaben Frankreich und England ihre Appeasementpolitik auf und bemühten sich im Zuge einer Eindämmungspolitik um ein weitreichendes Bündnis in Südosteuropa. Im Mai 1939 gab das Vereinigte Königreich eine Beistandserklärung für die Türkei ab und nach dem Ausbruch des Zweiten Weltkrieges unterzeichneten am 19. Oktober 1939 die Türkei, das Vereinigte Königreich und Frankreich den Dreiparteienvertrag von Ankara, indem sie sich gegenseitigen Beistand versprachen. Da die Bündnispartner im Sitzkrieg keine rechtzeitige materielle, finanzielle und industrielle Unterstützung zur Stärkung der Türkei lieferten, blieb diese formal verbündet, aber nichtkriegführend.

## Zypernkonflikt
1878 verpachtete das Osmanische Reich die Insel Zypern für Unterstützung im Russisch-Osmanischen Krieg an das Vereinigte Königreich. Mit dem Beginn des Ersten Weltkriegs 1914 annektierte Großbritannien Zypern formal als Kolonie. Nachdem Zypern 1960 unabhängig wurde, wurden die Türkei und Großbritannien mit dem Londoner Garantievertrag 1959 zu erklärten Schutzmächten des neuen Staates. Großbritannien behielt mit Akrotiri und Dekelia zwei Militärstützpunkte auf der Insel.
Infolge eines von der griechischen Militärdiktatur unterstützten Putsches aus Zypern mit dem Ziel des Anschlusses der Insel an Griechenland, marschierte die Türkei am 20. Juli 1974 im Norden der Insel ein. Infolgedessen vertrieben die Türken die Zyperngriechen aus dem Norden der Insel, die dort zuvor 80 % der Bevölkerung ausmachten, dafür flohen 60.000 Zyperntürken aus dem Süden in den Norden. Schließlich wurde die Insel entlang einer UN-überwachten grünen Linie in den türkischen Norden und den griechischen Süden geteilt. 1983 erklärte die Türkische Republik Nordzypern ihre Unabhängigkeit, die bis heute nur von der Türkei anerkannt wird. Der Zypernkonflikt ist heute eines der Hindernisse für einen EU-Beitritt der Türkei.

## Handel
Das Vereinigte Königreich ist nach Deutschland der zweitgrößte Importeur von Waren aus der Türkei. Die Türkei exportiert rund 8 % ihrer Gesamtgüter in das Vereinigte Königreich. Jährlich fahren rund zwei Millionen Briten zum Urlaub in die Türkei, etwa 100.000 Türken pro Jahr besuchen das Vereinigte Königreich. 2017 erklärten die britische Premierministerin Theresa May und der türkische Präsident Recep Tayyip Erdoğan bei einem Treffen in Ankara, man wolle die gegenseitigen Handelsbeziehungen intensivieren, beide Seiten wollen das gegenseitige Handelsvolumen von 15 auf 20 Milliarden US-Dollar steigern. In diesem Rahmen wurde eine millionenschwere Rüstungszusammenarbeit beschlossen.

## EU-Mitgliedschaft
Das Vereinigte Königreich war der stärkste Unterstützer für die Aufnahme von Beitrittsverhandlungen der Türkei mit der Europäischen Union. Die EU und die Türkei sind durch eine Zollunion verbunden, die am 31. Dezember 1995 in Kraft trat. Bis zum Brexit unterstützte die britische Regierung unter Premierminister Cameron den EU-Beitritt der Türkei.